# Balsam
Balsam es un área no incorporada ubicada en el condado de Jackson en el estado estadounidense de Carolina del Norte. La localidad en el año 2000, tenía una población de 49 habitantes en una superficie de 8,3 km², con una densidad poblacional de 18,9 personas por km².

## Geografía
Balsam se encuentra ubicada en las coordenadas 35°15′21″N 83°03′08″O / 35.255789, -83.05217. Según la Oficina del Censo, la localidad tiene un área total de 8,3 km² (3,2 mi²), de la cual 8,3 km² (3,2 mi²) es tierra y 0 km² (0 mi²) (0.0%) es agua.

## Demografía
En el 2000 la renta per cápita promedia del hogar era de $44.531, y el ingreso promedio para una familia era de $43.750. El ingreso per cápita para la localidad era de $13.869.  Ninguno de la población estaba bajo el umbral de pobreza nacional.